# Wunderkammer

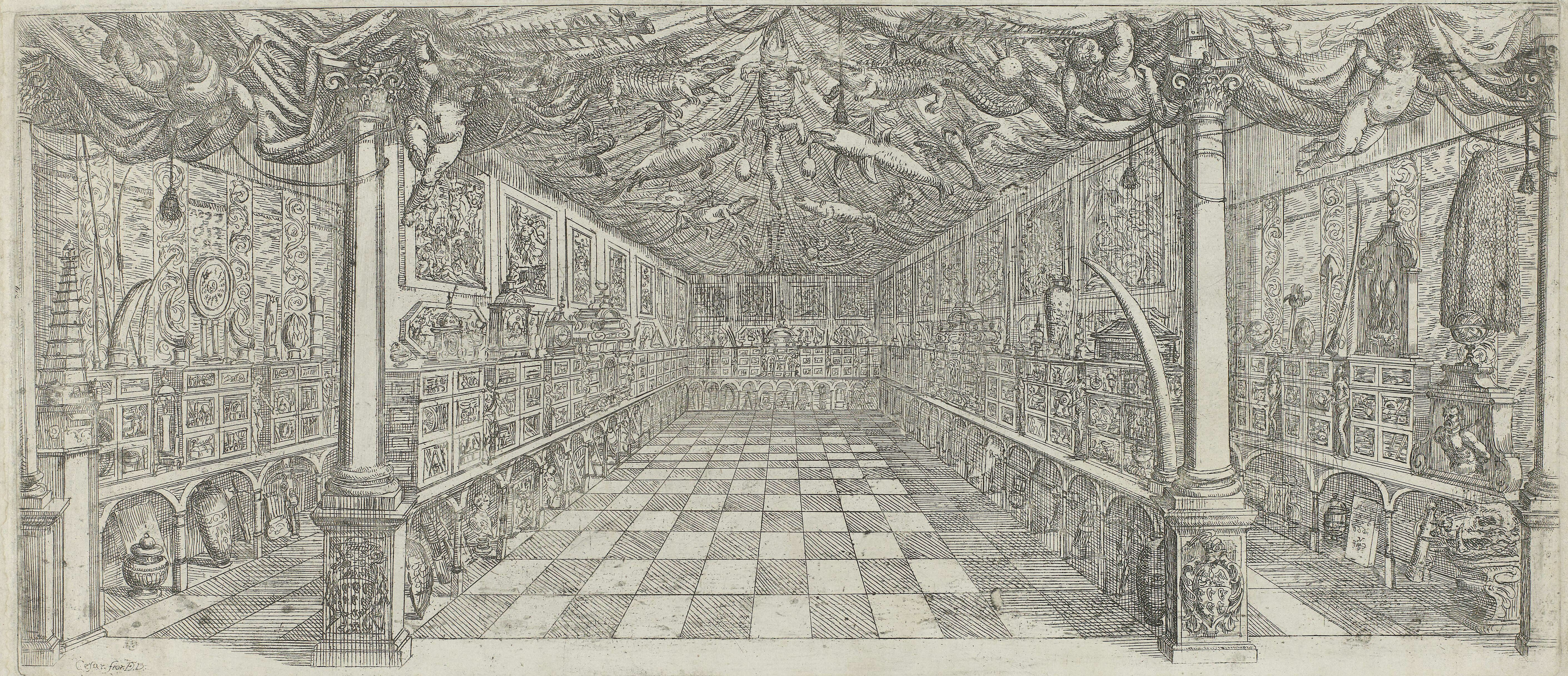
Wunderkammer di Manfredo Settala a Milano, XVII secolo

Una wunderkammer, in italiano letteralmente camera delle meraviglie o gabinetto delle meraviglie anche indicata come camera delle curiosità o gabinetto delle curiosità, chiamata pure kunstkammer, in italiano letteralmente camera dell'arte, è un'espressione appartenente alla lingua tedesca, usata per indicare particolari ambienti in cui, dal XVI secolo al XVIII secolo, i collezionisti erano soliti raccogliere oggetti straordinari, sia per essere conservati sia per essere esibiti come simboli di distinzione. Con questo termine oltre ai luoghi adibiti alla custodia di dette collezioni si indicano spesso per metonimia proprio quelle collezioni.

## Storia
Quello delle Wunderkammer fu un fenomeno tipico del Cinquecento, che però affonda le sue radici negli studioli degli umanisti rinascimentali. Esso poi si sviluppò per tutto il Seicento, alimentandosi delle grandiosità barocche, e si protrasse fino al Settecento, favorito dal tipico amore per le curiosità scientifiche proprio dell'Illuminismo. Per un certo verso, la Wunderkammer si può considerare come il primo stadio dello sviluppo del concetto di museo, sebbene non abbia di quest'ultimo le caratteristiche della sistemazione e del metodo.
È anche vero però che per realizzare i primi musei non di rado si partì dal contenuto di Wunderkammer, ereditate da privati e messe poi a disposizione del pubblico. Gli oggetti che destavano meraviglia nei secoli sopraccitati erano infatti strettamente legati all'idea di possesso da parte dei privati, cosa che stimolò la crescita e la diffusione del collezionismo, fenomeno già conosciuto nell'antichità. Scopo del collezionista era quello di riuscire a impossessarsi, talvolta pagando cifre molto cospicue, di oggetti straordinari provenienti dal mondo della natura o creati dalle mani dell'uomo.

### Mirabilia: naturalia e artificialia
Quelli che la natura stessa forniva erano detti, con termine latino, naturalia e potevano avere in sé qualcosa di eccezionale relativamente alla forma o alle dimensioni, come, ad esempio, una coppia di gemelli con una parte del corpo in comune, animali con due teste, pesci o uccelli rari o sconosciuti, ortaggi o frutti di dimensioni superiori alla media. Diversi ma ugualmente ambiti erano gli oggetti creati dalle mani dell'uomo, detti artificialia, particolari per la loro originalità e unicità, fatti con tecniche complicate o segrete e provenienti da ogni parte del mondo. Tutti questi reperti erano mirabilia, ovvero cose che suscitavano la meraviglia.
Essi venivano disposti a caso in una stanza, destinata a raccoglierli, le cui pareti erano rivestite di scansie di legno dove trovavano posto barattoli di vetro contenenti parti del corpo umano immerse in un liquido che avrebbe dovuto favorirne la conservazione, feti, animali deformi, rocce o pietre rare, zanne di elefante, rami di corallo, piante rare essiccate. Agli scaffali si alternavano armadi e stipetti. Questi ultimi ospitavano un'infinità di cassetti di ogni misura, in cui erano raccolti gli oggetti più piccoli o più preziosi, come perle deformi, pietre preziose rare, semi di frutti esotici. Piccole vetrine contenevano gioielli oppure oggetti preziosi unici nel loro genere, ottenuti con l'uso di perle deformi o rami di corallo di colore o forma assai rara. Al tetto della camera, alle parti libere delle pareti nonché ai lati degli scaffali, venivano appesi animali essiccati, come, ad esempio, piccoli coccodrilli, lucertole, oppure ossa e denti di pesci, uccelli e mammiferi, o ancora grandi conchiglie. Straordinariamente desiderabili apparivano i "naturalia" e gli "artificialia" provenienti da paesi lontani, di là dai mari.
Ma non erano solo questi gli oggetti degni di far bella mostra di sé in una Wunderkammer: ve ne erano altri, come libri e stampe rare, raccolte di foglie essiccate, quadri, cammei, filigrane, collane di perle e coralli, vasi, reperti archeologici, monete antiche, tutti articoli che incrementavano un commercio che era rivolto a soddisfare le esigenze del collezionismo e che non di rado traeva sostentamento dalle falsificazioni. Poiché però tutti questi oggetti avevano un prezzo ingente, possedere una Wunderkammer degna di essere mostrata agli amici e a illustri visitatori non era un fatto molto comune: generalmente averne una era appannaggio di re e nobili, di emeriti scienziati e di uomini dotti e ricchi, di conventi e monasteri. Questi ultimi erano stati sin dal loro primo apparire, non solo luoghi destinati ad accogliere i religiosi, ma anche fari di civiltà e custodi della cultura.
Nelle abbazie frequentemente vi erano biblioteche che ospitavano libri rari e Wunderkammer dove si potevano trovare di preferenza oggetti che erano argomenti di studio per gli scienziati, o manoscritti di opere ormai introvabili altrove e persino qualche papiro egiziano. I monasteri, poi, ricevevano donazioni, eredità, ex voto offerti in cambio delle grazie ottenute. L'accumularsi di "naturalia" e "artificialia" nelle Wunderkammer diede luogo, in un certo momento, verso la fine del XVIII secolo, alla costituzione di veri e propri musei, allorché i monaci delle abbazie o i possessori privati di camere delle meraviglie decisero di ordinare e catalogare la quantità incredibile del materiale raccolto e di consentirne, sia pure con molta iniziale cautela, la fruizione al pubblico.

### Celebri Wunderkammer

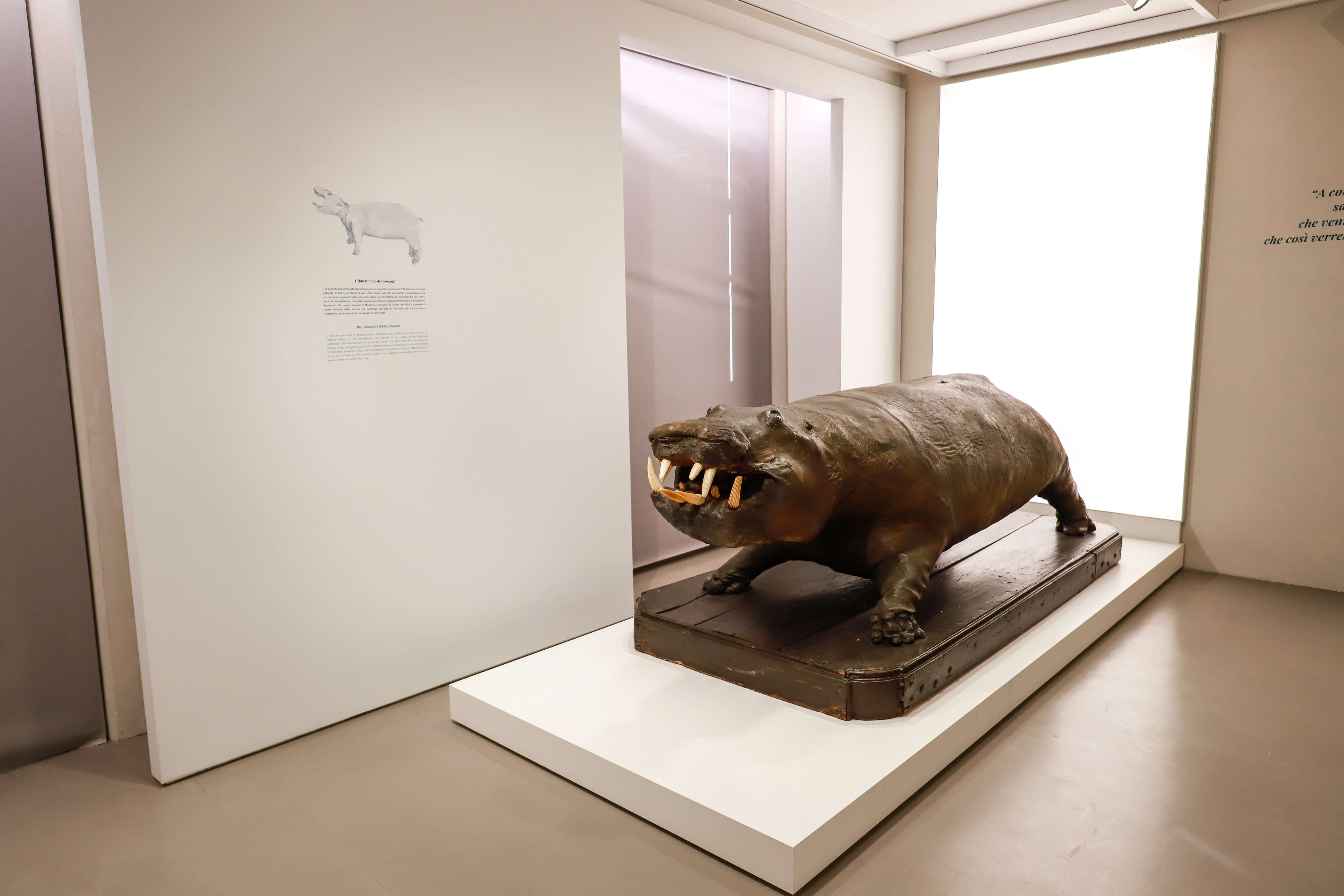
Kosmos, Pavia, ippopotamo proveniente dalla Wunderkammer dei Gonzaga, sul quale era collocato (a cavallo dell'animale) il corpo mummificato di Passerino dei Bonacolsi.

Wunderkammer famose furono quelle di Rodolfo II d'Asburgo (1552-1612), dei Gonzaga di Mantova a Palazzo Ducale, di Federico Augusto il Forte, principe elettore e re di Polonia (1670-1733), di cui esiste ancora la Grünes Gewölbe ("Volta verde") a Dresda, di Anna Maria Luisa de' Medici (1667-1743), la Camera dell'arte e delle curiosità di Ferdinando II d'Asburgo. Fra le abbazie, la Wunderkammer del Monastero di San Martino delle Scale vicino a Palermo, che, nei primi decenni del XVIII secolo, si trasformò in museo per poi venire smembrato nella seconda metà del XIX secolo.
Il Museo di storia naturale dell'Università di Pisa ospita la ricostruzione completa di una Wunderkammer, quella che alla fine del XVI secolo ha costituito il nucleo originario del museo: nella ricostruzione sono presenti numerosi reperti storici risalenti al Cinquecento. Un esempio particolare di Wunderkammer è inoltre la cosiddetta "Camera delle meraviglie di Palermo".